# شينسكي ناكامورا
شينسوكي ناكامورا (باليابانية 中邑 真輔 ناكامورا شينسوكي)، (مواليد 24 فبراير 1980)  هو مصارع محترف ياباني ولاعب فنون قتالية مختلطة سابق، حاليا موّقع لــ أتحاد دبليو دبليو إي ومعروف باسم شينسوكي ناكامورا ويصارع في عرض سماكداون. فاز برويال رامبل 2018.
أشتهر في فترة عمله في أتحاد نيو جابان برو رسلينق (أن جي بي دبليو NJPW) حيث أحرز هناك بطولة IWGP العالم للوزن الثقيل ثلاث مرات وخمس مرات بطولة IWGP القارات ومرة واحدة بطل IWGP للفرق وفاز بدورة G1 كليمكس عام 2011 وG1 للفرق عام 2006 وكاس اليابان عام 2014. ناكامورا هو أصغر مصارع يحمل بطولة العالم للوزن الثقيل لأول مرة في أتحاد (أن جي بي دبليو NJPW) حيث كان عمره 23 سنة و9 شهور.
في عام 2015 تم تقديم ناكامورا إلى قاعة المشاهير الخاصة بـ نشرة ريسلنق أوبزيرفر.
قبل أن ينضم للعروض الرئيسية في دبليو دبليو إي، ناكامورا صارع في الأتحاد التطويري التابع لـ دبليو دبليو إي أتحاد أن أكس تي ويعد واحد من الأثنان (الأخر هو: ساموا جو) الذين سبق لهم حمل بطولة أن أكس تي مرتين.

## مسيرته في مصارعة المحترفين

### نيو جابان برو رسلينق

#### المبتدئ الخارق (2002–2005)
ناكامورا أنضم إلى (أن جي بي دبليو NJPW) في مارس 2002 وسرعان ما صنع اسم لنفسه كـمستقبل مشرق للشركة. حصل على لقب المبتدئ الخارق، ناكامورا حظى بأعجاب كل من المسؤولين والمشجعين لأتحاد (أن جي بي دبليو NJPW) مع مزيجا رائعا من القوة والسرعة والمهارات التقنية ، وبجانب من زميلية المصارعان المبتدئان هيروشي تاناهاشي وكاتسويوروي شيباتا، ناكامورا أصبح يعرف بواحد من «الفرسان الثلاثة الجديدة».
كما بدأ ناكامورا بالتدرب على ال[فالي تودو] وفي 31 ديسمبر 2002 قاتل لأول مرة في الفنون قتالية مختلطة وخسر لـدانيال جرايسي بالأستسلام ، القتال الثاني لناكامورا كان في الثاني من مايو عام 2003 وقد أنتصر فيه على منافسه وهو جان نورتجي ، وفي الثالث عشر من سبتمبر أنتصر ناكامورا على شين أيتنر في القتال الثالث له في الفنون قتالية مختلطة. في 9 ديسمبر 2003 أنتصر ناكامورا على هيرويوشي تينزان ليحقق بطولة IWGP العالم للوزن الثقيل ويصبح أصغر مصارع في التاريخ يفوز بالبطولة. في 4 يناير 2004 في عرض عالم المصارعة 2004، ناكامورا نجح في الحفاظ على بطولة العالم للوزن الثقيل أمام بطل NWF للوزن الثقيل يوشيهيرو تاكاياما في مباراة توحيد اللقب ، ومع ذلك بعد شهر أضطر ناكامورا للتخلي عن البطولة بسبب الأصابة. وعند عودته منح ناكامورا فرصة على البطولة الذي يحمله بوب ساب، ولكنه خسر من البطل في 3 مايو 2004. وفي وقت لاحق من ذلك الشهر قاتل ناكامورا أخر قتال له في الفنون قتالية مختلطة وأنتصر على Alexey Ignashov في 22 مايو. في ديسمبر 2004، ناكامورا وزميلة هيروشي تاناهاشي أنتصروا على كينسك ساساكي ومينورو سوزوكي ليححقوا بطولة IWGP للفرق. في 4 يناير 2005 في عرض مهرجان Toukon : عالم المصارعة 2005 ناكامورا أنتصر على زميلة ليحقق بطولة IWGP U-30 للوزن المفتوح. وخلال فترة حمل ناكامورا وتاناهاشي للبطولة IWGP للفرق الاثنين غادروا للمكسيك حيث دخلو في عداوه مع فريق Los Guerreros del Infierno ودافعوا عن بطولتهم أمام Rey Bucanero وأولمبيكو. وبعد عدة أسابيع في 30 أكتوبر 2005 خسروا البطولة أمام فريق Cho-Ten وهم المصارعان ماساهيرو شونو وهيرويوشي تينزان.

#### الترحال والعودة (2006–2009)
ناكامورا تحدى بروك ليسنر على بطولة IWGP العالم للوزن الثقيل في 4 يناير 2006 لكنه خسر. في مارس 2006، أعلن ناكامورا أنه سيغادر في رحلة ليتعلم بها مزيد من حركات المصارعة. من بين أمور أخرى، وسافر إلى المكسيك وروسيا والبرازيل وايضا تدرب مع بروك ليسنر في صالة التدريب الخاصة بـبروك ليسنر ليبني مزيد من العضلات. اقترح مدير (أن جي بي دبليو NJPW) سيمون إينوكي، كجزء من رحلة التعلم الخاصة ب ناكامورا انه سيعار لـ أكبر شركة أمريكية للمصارعة دبليو دبليو إي لآكتساب خبرة في العمل مع العروض الأمريكية الكبرى. ولكن كانت مجرد أحتمالات ولم تنجح. بسبب أحتياج نيو جابان لناكامورا في اليابان بسبب مغادرة بروك ليسنر.
في 24 سبتمبر 2006، عاد ناكامورا إلى نيو جابان وأنضم إلى فرقة ماساهيرو شونو (بلاك ستيبل) التي كان هدفها أعادة-صنع لنيو جابان، شونو القائد وناكامورا البطل. تحسن ناكامورا من الناحية الجسدية خلال رحلة التدريبية وبدا يستخدم ضربة قاضية جديدة سماها (لاندسلايد). في 10 ديسمبر 2006، لم يستطع ناكامورا أن يفوز ببطولة IWGP العالم للوزن الثقيل من البطل وقتها تاناهاشي ولم يستطع مجددا في يناير 2007 في عرض Wrestle Kingdom الذي خسر فيه أمام توشياكي كاوادا. ناكامورا دخل في دورة جي1 كليمكس عام 2007، ووصل إلى نصف النهائي قبل أن يصاب في كتفة. بقى مصابا لعدة أشهر، لكن في 11 نوفمبر عاد وأصبح القائد في فرقة (بلاك ستيبل) بدلا من ماساهيرو شونو وغير أسم المجموعة إلى RISE التي تتكون منه ومن مينورو وميلانو كوليكشن أي-تي و‌هيروكي قوتو و‌جاينت بيرنارد و‌ترافيس تومكو و‌برينس ديفيت، لاو كي أنضم لاحقا بسبب أصابة ميلانو الذي أعجب مسؤلين (أن جي بي دبليو NJPW) خلال ظهور له مع أتحاد توتال نون ستوب أكشن ريسلنغ. في 9 ديسمبر ناكامورا أنتصر على توجي ماكابي لييرح مباراة على بطولة IWGP العالم للوزن الثقيل في الشهر القادم في عرض Tokyo Dome.
في 4 يناير 2008، ناكامورا أنتصر على عدوه تاناهاشي في المباراة الرئيسية لعرض Wrestle Kingdom II في Tokyo Dome ليحقق بطولة IWGP العالم للوزن الثقيل للمرة الثانية في مسيرته، وتابع ذلك بهزيمة للمصارع كيرت أنغل في 17 فبراير ليربح نسخة IGF من بطولة IWGP العالم للوزن الثقيل. خسر بطولة IWGP العالم للوزن الثقيل لممثل أتحاد ألل جابان برو رسلينق المصارع كيجي موتوه في أوساكا في 27 أبريل 2008.
في 5 سبتمبر 2008، ناكامورا وزميلة في الفريق هيروكي قوتو تحدو كل من توقي ماكابي و‌تورو يانو على بطولة IWGP للفرق لكنهم فشلوا، بعدها جاينت بيرنارد وريك فولر هاجمو ناكامورا وقوتو وأنضموا إلى مجموعة GBH مع العائد لاو كي. وايضا فشل في أستعادة بطولة IWGP العالم للوزن الثقيل من المصارع كيجي موتوه في 13 أكتوبر. في 15 فبراير 2009، ناكامورا واجه هيروشي تاناهاشي على بطولة IWGP العالم للوزن الثقيل، ولكنه فشل مرة أخرى في أستعادة اللقب.

#### أنطلاق الأسلوب القوي (2009–2012)

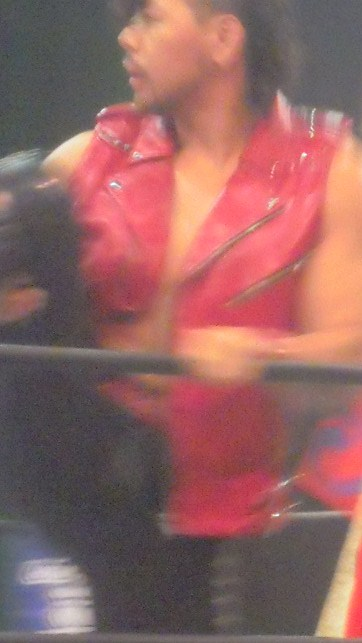
ناكامورا في نوفمبر 2011

في أبريل 2009، ناكامورا تحول إلى الشخصية المكروهة وأنضم إلى أعضائ سابقين في مجموعة GBH (خصوصا تورو يانو) في عداوة ضد توجي ماكابي وتوماكي هونما. وهذه المجموعة عرفت لاحقا بأسم Chaos (كياس - فوضى) وناكامورا أصبح قائدا لها. ناكامورا بدا يصارع بأسلوب خشن أكثر، وذلك باستخدام ركبتيه كثيرا واستخدام ضربة بومايي، ضربته القاضية الجديدة. وكانت بومايي من جعلته يصل إلى نهائي جي1 كليمكس عام 2009 ولكنه خسر إلى توجي ماكابي. قبل النهائي كان ناكامورا لا يهزم، يربح جميع مبارياته باستخدام بومايي. وكان الفضل أيضا لهذه الحركة في كسر عظم بطل IWGP العالم للوزن الثقيل في ذلك الوقت وهو هيروشي تاناهاشي في النصف النهائي من جي1 كليمكس، مما أجبر هيروشي على التخلي عن البطولة لاحقا من ذلك الشهر.
في 27 سبتمبر 2009، أنتقم ناكامورا من خسارته في جي1 وهزم ماكابي في مباراة ليحقق بطولة IWGP العالم للوزن الثقيل للمرة الثالثة. وبعد الفوز باللقب، أعلان ناكامورا أنه خطته في أستعادة «الأسلوب القوي» الخاص ب نيو جابان بخلال أستعادة لقب بطولة IWGP العالم للوزن الثقيل الأساسي من إينوكي ليحل محل لقب الجيل الرابع. في 12 أكتوبر، نجح في الحفاظ على اللقب أمام شينجيرو أوتاني. في 8 نوفمبر في عرض Destruction 09 نجح ناكامورا في الدفاع عن لقبه امام البطل السابق هيروشي تاناهاشي. في 5 ديسمبر، احتفظ باللقب وانتصر على يوجي ناجاتا. في 4 يناير في عرض Wrestle Kingdom IV نجح ناكامورا في الحفاظ على اللقب امام يوشيهيرو تاكاياما في مباراة إعادة من مباراتهم عام 2004. بعد المباراة ناكامورا تم تحديه من قبل مانابو ناكانيشي ولكن ناكامورا أنتصر عليه في 14 فبراير ونجح في الحفاظ على لقبه للمرة الخامسة. في 4 أبريل ناكامورا نجح في الحفاظ على لقبه للمرة السادسة امام بطل كاس نيو جابان عام 2010 وزميله السابق المصارع هيروكي قوتو وقبل تحدي توجي ماكابي من أجل اللقب. في 3 مايو 2010، في عرض Wrestling Dontaku ناكامورا خسر بطولة IWGP العالم للوزن الثقيل لصالح ماكابي. بعد الخسارة غاب ناكامورا بسبب اصابة في كتفه إلى أن عاد في عرض Dominion 6.19 وهزم دانيال بدر، سيمون إينوكي واتسوشي ساوادا من IGF ظهروا في العرض ونظروا إلى ناكامورا بعد المباراة. في 19 يوليو ناكامورا حصل علة مباراة أعادة على لقب بطولة IWGP العالم للوزن الثقيل ولكنه خسر مرة أخرى من توجي ماكابي. في الشهر التالي ناكامورا دخل في جي1 كليمكس 2010 وانتصر في أربعة من أصل سبعة مباريات وكان متصدر مجموعته إلى اليوم الأخير حين تقابل مع نجم برو رسلينق نواه المصارع جو شيوزاكي وتعادل معه في مباراة مدتها 30 دقيقة ولذلك غاب عن النهائيات بفارق نقطة واحدة. التعادل مع شيوزاكي أدى إلى مباراة أخرى بدون توقيت في عرض برو رسلينق نواه في 22 أغسطس وأنتصر شيوزاكي. وعلى الرغم من خسارته امام هيروكي قوتو في مباراة تحديد المنافس الأول في 11 أكتوبر، تم أختيار ناكامورا كأول تحدي لبطل IWGP العالم للوزن الثقيل الجديد ساتوشي كوجيما، المباراة لعبت في 11 ديسمبر وأنتهت بأحتفاظ كوجيما باللقب.
في 4 يناير 2011، ناكامورا انتقم من خسارته امام جو شيوزاكي وأنتصر عليه في عرض Wrestle Kingdom V. في 3 مايو، فشل ناكامورا في أستعادة بطولة IWGP العالم للوزن الثقيل من هيروشي تاناهاشي. من اواخر شهر مايو ألى بداية يونيو، ناكامورا خرج في جولة مع الأتحاد المكسيكي (CMLL) الذي كان بينهم أتفاق مع أتحاد نيو جابان. في 1 أغسطس دخل في جي1 كليمكس 2011 وبعد أن أنتصر سبعة من تسعة مباريات أحتل المركز الأولى في مجموعته وتأهل إلى النهائيات. في 14 أغسطس ناكامورا هزم تيتسويا نايتو وأنتصر في الجي1 كليمكس 2011 وربح مباراة على بطولة IWGP العالم للوزن الثقيل. ناكامورا طالب بالمباراة في 19 سبتمبر ولكنه خسر ولم يتمكن من هزيمة البطل هيروشي تاناهاشي. في دورة جي1 للفرق 2011، ناكامورا تعاون مع تورو يانو تحت أسم "Chaos Top Team" وربحوا جميع مبارياتهم الخمس في المجموعات وتاهلوا إلى النصف النهائي بدون هزيمة. في 6 نوفمبر ناكامورا ويانو أقصوا من المسابقة بسبب الهزيمة من فريق مينورو سوزوكي وانس آرتشر. في 4 يناير 2012، في عرض Wrestle Kingdom VI فريق "Chaos Top Team" هزم من قبل ممثلين أتحاد برو رسلينق نواه المصارعان جو شيوزاكي وناومتشي ماروفوجي.

#### بطل القارات (2012–2016)

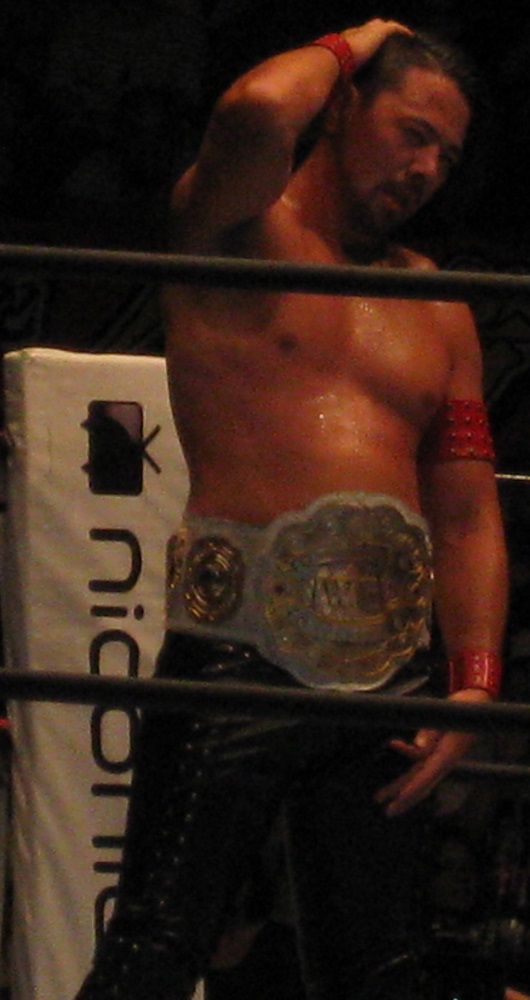
ناكامورا في سبتمبر 2013، خلال فترته الثانية كبطل IWGP القارات

في 22 يوليو 2012، ناكامورا أنتصر على هيروكي قوتو ليربح بطولة IWGP القارات لأول مرة. في أغسطس جي1 كليمكس 2012 ناكامورا صارع في نفس المجموعة مع باقي أعضاء فريق Chaos وبطل IWGP للوزن الثقيل كازوشيكا اوكادا زملاء الفريقان تواجها في 5 أغسطس وأنتصر ناكامورا، وبعد أربع أنتصارات وثلاث خسائر ناكامورا هزم في اليوم الأخير من الدورة من قبل هيرويوشي تينزان. في 26 أغسطس، ناكامورا سافر الولايات المتحدة ليدافع عن بطولة IWGP القارات لأول مرة وأنتصر على أوليفر جون. في اليوم التالي. ناكامورا رمى الرمية الأولى في مباراة بيسبول في دوري كرة القاعدة الرئيسي بين تكساس رنجر وتامبا بي رايس في مدينة أرلينغتون (تكساس). في 8 أكتوبر في عرض كينق أوف برو-رسلينق ناكامورا نجح في الحفاظ على بطولة IWGP القارات في مباراة أعادة أمام هيروكي قوتو. في 11 نوفمبر في باور سترقل، ناكامورا نجح في الحفاظ على لقبه للمرة الثالث امام كارل أندرسون. من 20 نوفمبر إلى 1 ديسمبر ناكامورا دخل في دورة فرق العالم 2012 مع زميله في الفريق تومشيرو ايشي تحت أسم Chaos Invincible. الفريق نجح في الأنتصار ثلاث مرات من ضمنها أنتصار على زملائهم في الفريق كازوشيكا اوكادا ويوشي-هاشي وثلاث خسائر ولم يتمكنوا من التأهل. في 4 يناير 2013، في عرض Wrestle Kingdom 7 ناكامورا أنتصر على كازوشيا ساكوربا لينجح في الحفاظ على لقبة للمرة الرابعة. ومن 18 إلى 19 يناير، ناكامورا شارك في Fantastica Mania 2013 weekend، من تنظيم نيو جابان والأتحاد المكسيكي CMLL. في المباراة الرئيسية لليلة الثانية نجح في الحفاظ على لقبه للمرة الخامسة أمام لا سامبورا. في أوائل 2013 ناكامورا شارك في عداوة فريق Chaos وفريق سوزوكي-قن. في 3 مارس، عرض أحتفالية نيو جابان 41. ناكامورا أنتصر على عضو فريق سوزوكي-قن المصارع لانس ارتشر ونجح في الحفاظ للمرة السادسة. في 5 أبريل، ناكامورا وتوميهير أيشي لم ينجحوا في الأنتصار على ارتشر وديفي بوي سميث. بعد يومين في Invasion Attack ناكامورا نجح في الحفاظ على بطولة IWGP القارات أمام سميث. في 3 مايو في عرض Wrestling Dontaku 2013 ناكامورا أنتصر على عضو فريق سوزوكي-قن الجديد المصارع شيلتون X بينجامين ونجح في الحفاظ للمرة الثامنة على بطولة IWGP القارات.
في 11 مايو، ناكامورا رحل في رحلة مرة أخرى مع الأتحاد المكسيكي CMLL. أول مباراة له في المكسك كانت في اليوم التالي تعاون مع أل فيلينو ونيقرو كاساس وتواجهه في مباراة فرق سداسية وأنتصروا على ماسكارا دورادا وروش وتيتان. ناكامورا دخل في عداوة مباشرة ضد لا سومبرا وقبل تحديه على بطولة IWGP القارات أعادة لمباراتهم في Fantastica Mania 2013. المباراة أقيمت في 31 مايوا وأنتصر لا سومبرا وأصبح بطل IWGP القارات وأنهى فترة ناكامورا التي أستمرت إلى 313 وثمان مرات حفاظ على اللقب. ناكامورا صارع أخرى مباراة له في 9 يونيو وهزم من قبل المصارع روش. ناكامورا عاد إلى نيو جابان في 22 يونيو في عرض Dominion 6.22 في مباراة للفرق وأتحد هو ووتوموهيرو ايشى وخسروا أمام مينورو سوزوكي وشيلتون X بينجامين الذي ثبت ناكامورا لينتصروا. في 20 يوليو ناكامورا أستعاد بطولة IWGP القارات من لا سومبرا وأصبح أول شخص يحمل البطولة مرتين. من 1 أغسطس إلى 11 ناكامورا شارك في جي1 كليمكس 2013. وأنهاه برصيد بخمس انتصارات وأربع هزائم وفشل ناكامورا في أن يتاهل للنهائيات عندما خسر أمام شيلتون X بينجامين في اليوم الأخير. في 29 سبتمبر في عرض Destruction. ناكامورا أنتصر على شيلتون X بينجامين لينجح في أول دفاع له عن اللقب في فترته الثانية كبطل للقارات. النجاح الثاني في الدفاع عن اللقب كان في 14 أكتوبر في عرض King of Pro-Wrestling 2013 حينما أنتصر على ممثل أتحاد برو رسلينق نواه المصارع ناوميشي مارفوجي. في 9 نوفمبر في عرض Power Struggle. ناكامورا نجح في الحفاظ في لقبه للمرة الثالثة مينورو سوزوكي وكان من شروط المباراة أن ناكامورا ينضم إلى فريق سوزوكي-قن إذا خسر اللقب. بعد المباراة ناكامورا رشح المصارع هيروشي تاناهاشي ليكون منافسه القادم، وحددت أول مباراة لقب بين الخصمين منذ فترة سنتين. من 27 نوفمبر إلى 7 ديسمبر. ناكامورا و‌توموهيرو ايشى شاركوا في دوري فرق العالم 2013 وأنهووه برصيد ثلاث أنتصارات وثلاث خسائر مع خسارة أمام توجي ماكابي وتومواكي هونما في اليوم الأخير الذي كلفتهم عدم التأهل لنصف النهائي.

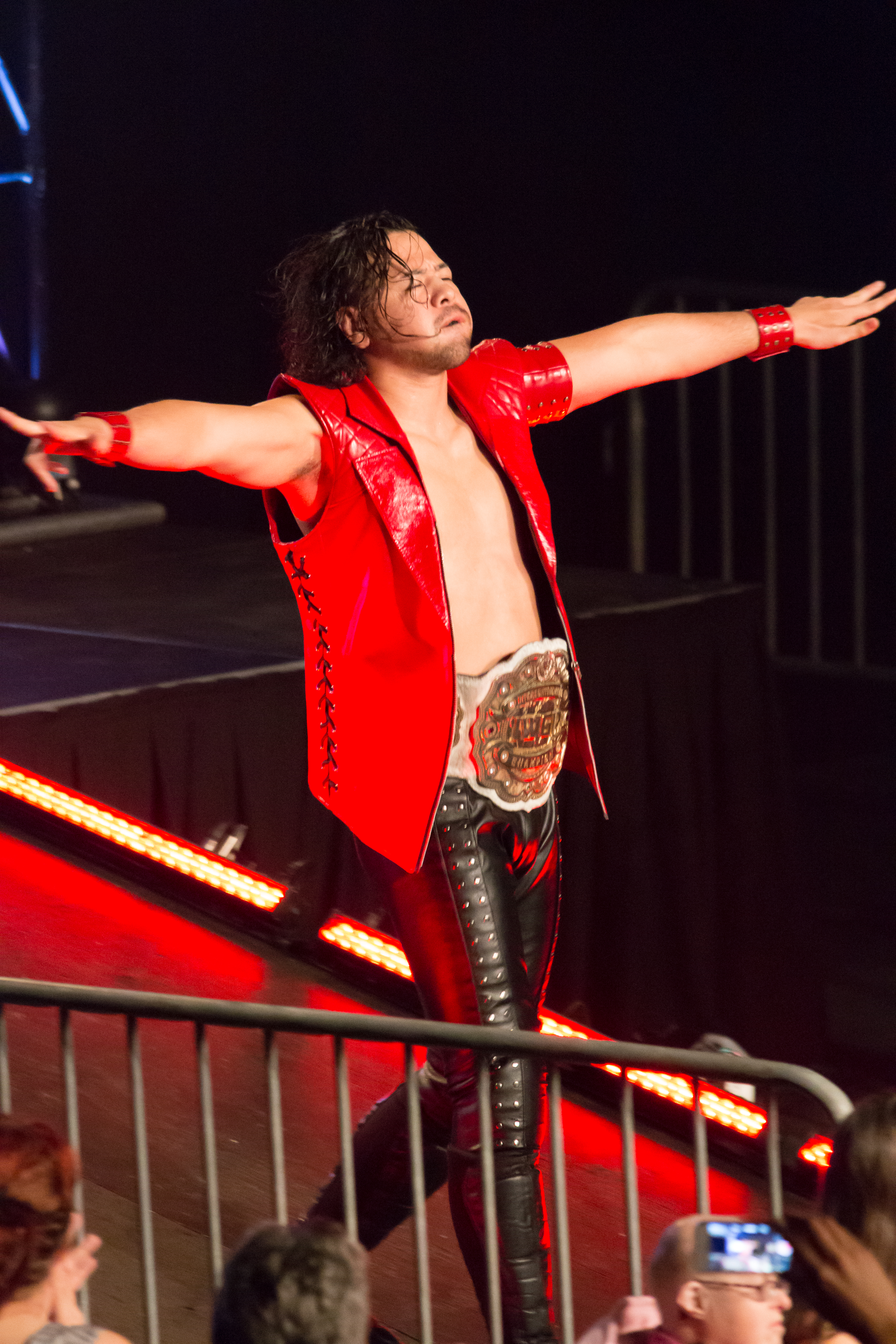
ناكامورا كبطل IWGP للقارات في مايو 2014

في 4 يناير 2014، ناكامورا خسر بطولة IWGP للقارات لصالح هيروشي تاناهاشي في الحدث الرئيسي لعرض Wrestle Kingdom 8. حددت مباراة أعادة بينهم في 9 فبراير في عرض The New Beginning in Hiroshima وشهد هذه المباراة خسارة لناكامورا وفشله في أستعادة لقبه. في مارس ناكاورا شارك في كاس نيو جابان 2014 الذي ربحها بعد هزيمته ل باد لك فالي في النهائي في 23 مارس. وبعدها تحدى هيروشي تاناهاشي في مباراة أعادة على بطولة IWGP للقارات. في 6 أبريل في عرض Invasion Attack 2014، ناكامورا أنتصر على هيروشي تاناهاشي ليربح بطولة IWGP للقارات للمرة الثالثة. في الشهر التالي، ناكامورا جولة NJPW في أمريكا الشمالية، وأنتصر على مصارع رينغ أوف هونر المصارع كيفن ستين في عرض War of the Worlds في 17 مايو. في 25 مايو في عرض Back to the Yokohama Arena ناكامورا نجح في أول مرة دفاع له عن اللقب في فترته الثالثة امام دانيال غراسي. في 21 يونيو في عرض Dominion 6.21 , ناكامورا خسر اللقب لصالح باد لك فالي في دفاعه الثاني. في جي1 كليمكس 2014 , ناكامورا أنتصر في مجموعته برصيد ثمان أنتصارات وخسارتين وتأهل إلى النهائيات. في 10 أغسطس، ناكامورا خسر في النهائيات من قبل كازوشيكا اوكادا. في 21 سبتمبر في عرض Destruction in Kobe ناكامورا أستعاد بطولة IWGP القارات من باد لك فالي. ونجح في الدفاع عن لقبه لأول مرة في 8 نوفمبر في عرض Power Struggle أمام كاتسويوري شيباتا. من 23 نوفمبر إلى 5 ديسمبر، ناكامورا شارك في دوري الفرق للعالمية مع توموهيرو ايشى الفريق أنهى الثاني في مجموعتهم برصيد اربع أنتصارات ولم يتمكنوا من التأهل للنهائيات بسبب خسارتهم لـهيروكي قوتو وكاتسويوري شيباتا في اليوم الأخير. في 4 يناير 2015 في عرض Wrestle Kingdom 9 , ناكامورا نجح في الدفاع عن لقبه للمرة الثانية امام كوتا أيبوشي. المرة الثالثة كانت في 14 فبراير في عرض The New Beginning in Sendai حينما أنتصر على يوجي ناجاتا. فترة حمل ناكامورا بطولة IWGP القارات الرابعه أنتهت في 3 مايوا في عرض Wrestling Dontaku 2015 حين هزم من قبل المصارع هيروكي قوتو، ناكامورا تلقى مباراة أعادة على اللقب في 5 يوليو في عرض Dominion 7.5 في قاعة Osaka-jo , ولكنه خسر مرة أخرى أمام هيروكي قوتو.
من 23 يوليو إلى 15 أغسطس، ناكامورا شارك في جي1 كليمكس، وعلى الرغم من أنه غاب مباراة بسبب أصابة في الكوع إلى ان ناكامورا أنتصر في مجموعته وتأهل للنهائي بعد هزيمته لبطل الوزن الثقيل كازوشيكا اوكادا وكان رصيده سبع انتصارات وهزيمتان. في 16 أغسطس، ناكامورا هزم في النهائي أمام هيروشي تاناهاشي. في 27 سبتمبر في عرض Destruction in Kobe، ناكامورا أنتصر على هيروكي قوتو ليربح بطولة IWGP القارات للمرة الخامسة. ونجح في الدفاع عن اللقب لأول مرة في 7 نوفمبر في عرض Power Struggle أمام كارل أندرسون لينتقم لخسارته في جي1 كليمكس 2015. ونجح في الحفاظ على لقبه للمرة الثانية أمام إي جي ستايلز في عرض Wrestle Kingdom 10. بعد ساعات من العرض. ناكامورا أخبر نيو جابان في صباح 4 يناير أنه سيترك الأتحاد من أجل أن ينضم لـ دبليو دبليو إي، ناكامورا مازال في عقد مع نيو جابان وكان متوقع أن ينهي ألتزاماته معهم قبل أن يرحل، في 12 يناير نيو جابان أكدت رحيل ناكامورا وأعلنت أنه سيتم تجريده من بطولة IWGP القارات، ناكامورا سلم البطولة في 25 يناير وأنهى بشكل رسمي فترته الخامسة كبطل لـبطولة IWGP القارات، ناكامورا صارع أخر مباراة له في نيو جابان في 30 يناير، حينما أتحد مع كازوشيكا اوكادا و‌توموهيرو ايشى لينتصروا على هيروكي قوتو و‌هيروشي تاناهاشي و‌كاتسويوري شيباتا.
قبل أن يعلن ناكامورا مغادرته لنيو جابان، رينغ أوف أونور أعلنت عن مشاركة ناكامورا في أحتفاليتهم الرابعة عشر في لاس فيغاس كجزء من تعاون رينغ أوف أونور و‌نيو جابان. ولكن بسبب تعاقد ناكامورا مع دبليو دبليو إي، أجبرت رينغ أوف أونور على سحبه من العرض.

### دبليو دبليو إي

#### أن أكس تي(2016–2017)

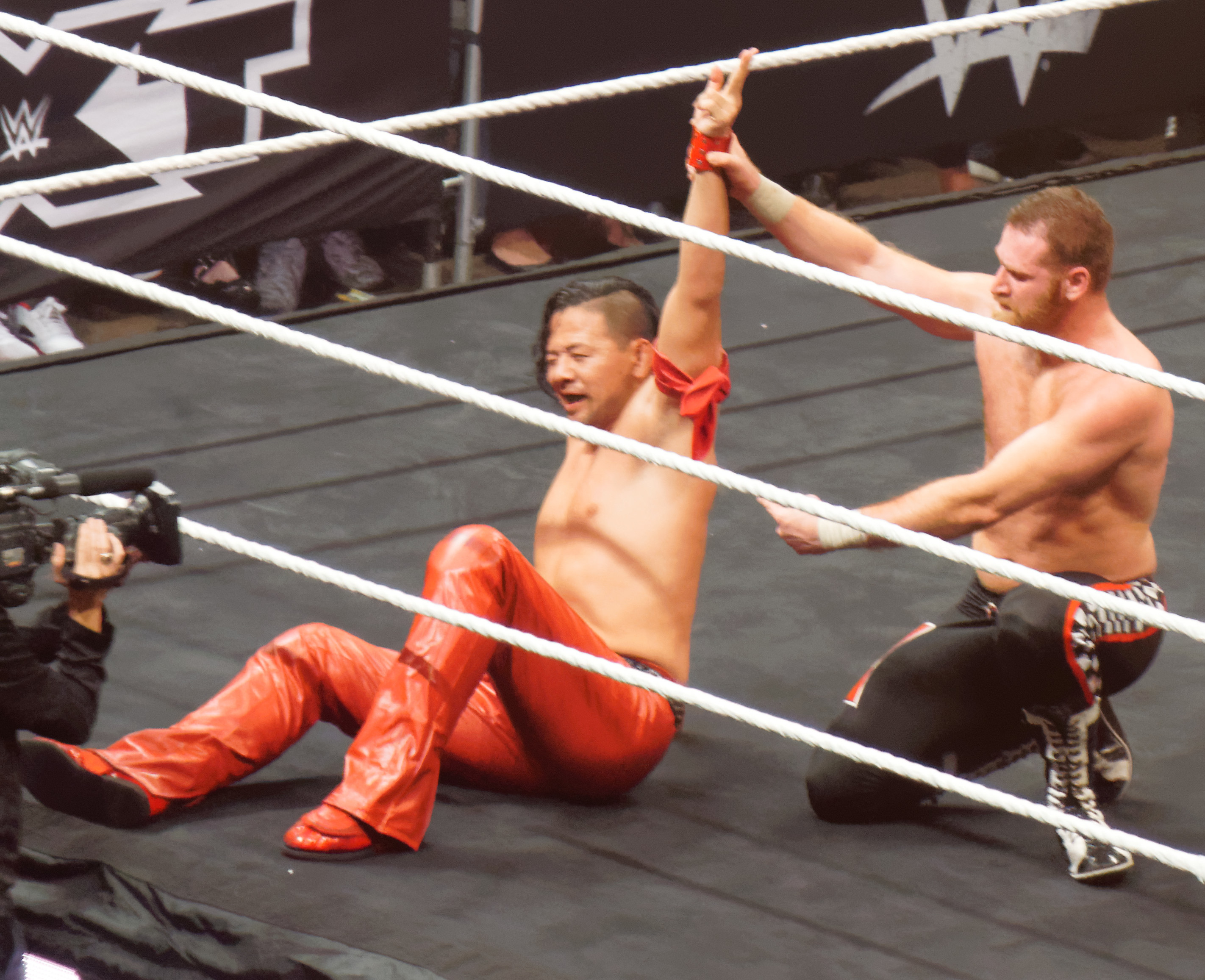
ناكامورا مع سامي زين بعد مباراتهم في أن أكس تي تيك أوفر: دالاس.

في 6 يناير 2016، أكد ناكامورا في مقابلة مع توكيو سبورتس أنه سيترك (أن جي بي دبليو NJPW) نهاية الشهر وسيوقع مع دبليو دبليو إي. في 27 يناير أعلنت دبليو دبليو إي أن ناكامورا سيشارك في عرض أن أكس تي تيك أوفر: دالاس في 1 أبريل 2016. في 31 يناير ناكامورا أنهى جميع ألتزاماته مع (أن جي بي دبليو NJPW). في 2 فبراير وصل ناكامورا إلى بيتسبرغ (بنسيلفانيا) للخضوع لمرحلة ما قبل التوقيع من فحوصات طبية. في 22 فبراير عقدت دبليو دبليو إي مؤتمر صحفي في طوكيو لتعلن رسميا أنضمام ناكامورا إلى الاتحاد. في 1 أبريل. أنتصر ناكامورا على سامي زين في أول مباراة له في عرض أن أكس تي تيك أوفر: دالاس. في حلقة 13 أبريل من أن أكس تي أنتصر ناكامورا على تاي ديلنجر في أول ظهور له على التلفزيون مع أن أكس تي. وبعدها أنتصر على ألياس سامسون في حلقة 27 أبريل وعلى أليكس رايلي في حلقة 11 مايو. في 18 مايو تعاون ناكامورا مع المصارع أوستن أرييس لينتصروا على فريق بليك وميرفي. في حلقة 25 مايو من أن أكس تي أعلن أوستن أرييس رغبته في أن يصبح بطل NXT وقد لاقى ردا من ناكامورا مما دفع مدير عرض NXT المصارع ويليام ريغال لتحديد مباراة بين ناكامورا وأرييس في عرض أن أكس تي تيك أوفر: ذا أند، التي فاز بها ناكامورا.
بعد عرض تيك اوفر تحدى ناكامورا بطل NXT السابق المصارع فين بالور على مباراة وقبلها، وأنتصر في تلك المباراة ناكامورا في حلقة 13 يوليو من أن أكس تي. في حلقة 27 من NXT أنتصر ناكامورا على أبطال الفرق السابقيلن فريق بليك وميرفي وبعد المباراة أعلن مدير عرض NXT ويليام ريغال أن ناكامورا سيواجه بطل NXT المصارع ساموا جو في مباراة على البطولة في عرض أن أكس تي تيك أوفر: باك تو بروكلين وأنتصر ناكامورا في تلك المباراة وأصبح بطل أن أكس تي لأول مرة. في عرض أن أكس تي تيك أوفر: تورونتو ناكامورا خسر البطولة لصالح ساموا جو في أول مباراة دفاع للقب له وتلك أيضا أول خسارة لناكامورا على التلفاز. ناكامورا فاز بالبطولة مرة أخرى على ساموا جو تاريخ 3 ديسمبر 2016 في عرض أن أكس تي في مدينة أوساكا في اليابان. ناكامورا خسر البطولة لصالح بوبي رود في عرض أن أكس تي تيك أوفر: سان أنطونيو (تكساس). في مباراة عودته تاريخ 8 مارس 2017، أنتصر على تي جي بيركنز، وتم وضعه في مباراة أعادة على البطولة أمام بوبي رود في عرض أن أكس تي تيك أوفر: أورلاندو. في عرض تيك أوفر، روود حافظ على البطولة أمام ناكامورا، وكان هذا أخر مباراة له في عرض أن أكس تي. في الأسبوع الذي يليه ناكامورا خرج وودع الجماهير.

#### سماكداون(2017–2018)
في 4 أبريل 2017، في عرض سماكداون لايف في الحلقة التي بعد راسلمينيا 33 ، ناكامورا ظهر لأول مرة في العروض الرئيسية، مقاطعا ذا ميز وزوجته ماريس من أستهزائهم بجون سينا ونيكى بيلا. ناكامورا لعب أول مباراة له وكانت مباراة غير متلفزة أمام دولف زيغلر. في الأسبوع التالي ناكامورا واجه دولف زيغلر. بعدها بأسبوع، تم الإعلان على بوستر مهرجان باكلاش 2017 والذي تصدره ناكامورا والذي سيواجه فيه المصارع دولف زيغلر يوم 20 مايو 2017.

#### الفائزبالرويال رامبل(2018–الآن)
في رويال رامبل 2018، وبعد دخوله بالرقم 14 ناكامورا أستمر ليفوز برويال رامبل إلى أن أقصى رومان رينز ليصبح هو المصارع الوحيد في الحلبة ويفوز. بعد ذلك مباشرة، أعلن ناكامورا أنه سوف يتحدى إيه جيه ستايلز على لقب بطولة العالم للوزن الثقيل في راسلمينيا 34.

## الحياة الشخصية
ناكامورا يقيم في أورلاندو، فلوريدا. تزوج من هارومي ميكاوا في 1 سبتمبر 2007.

## وسائل إعلام الأخرى
بجانب المصارع الياباني كازوشيكا اوكادا، ناكامورا ظهر في فيديو كليب أغنية هابي للمغني فاريل ويليامز الذي صدر في مايو 2014. في 27 مايو 2014 نشر ناكامورا سيرته الذاتيه تحت عنوان (King of Strong Style 1980–2004). ناكامورا ظهر للمرة الخامسة في ألعاب الفيديو كشخصية قابلة للتنزيل في لعبة WWE 2K17 أول لعبة له كانت King of Colosseum II عام 2004.

## في المصارعة
- الضربة القاضية

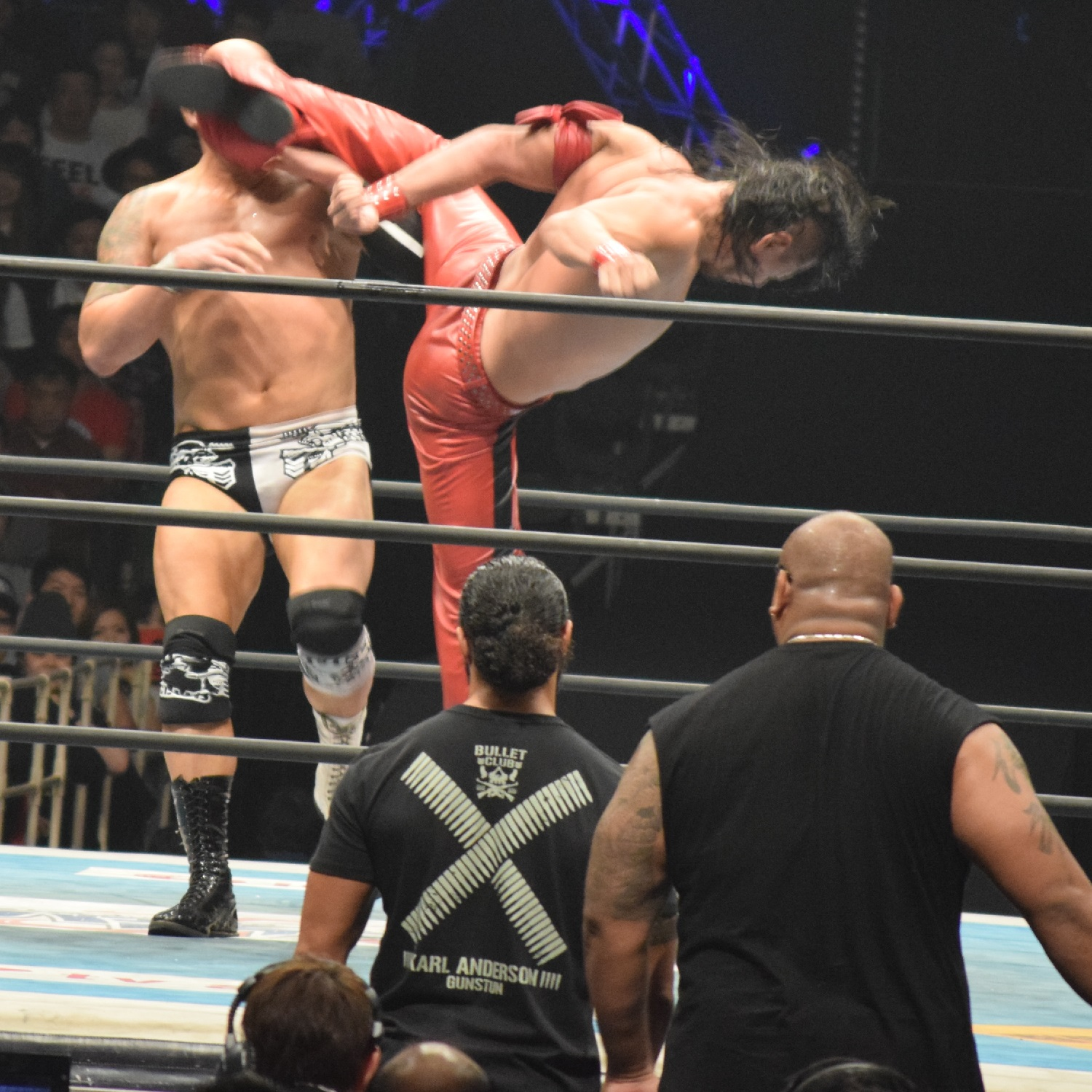
ناكامورا ينفذ بومايي على كارل أندرسون.

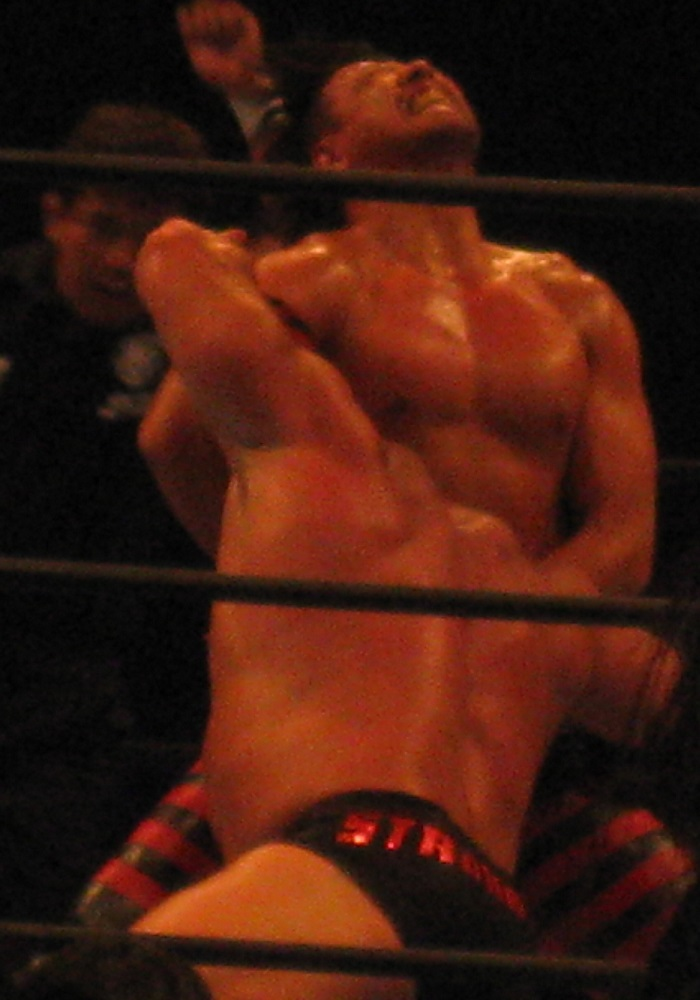
ناكامورا ينفذ حركة فرونت سليبر.

  - بومايي (في NJPW-RoH) / كينشاسا (في NXT)
  - كروس أرم بريكير
  - لاندسلايد (ساموان دريفير) (2006-2009)
  - شينينق تراينقل
- حركات معروف بها
  - ديث فالي دريفر
  - دبل ني باكبريكر
  - دبل أندرهوك بيلدريفر
  - ال نينو (مونسولات)
  - فرونت سليبر هولد
  - جيرمان سوبلكس
  - ني دروب
  - سوبلكس
  - كينشاسا
- مع هيرويوشي تينزان
  - تين-ناكا كوروشي (دي دي تي)
- ألقابه
  - شايلد أوف قود (أبن الأله)
  - ذا بلاك سافيور (المنقذ الأسود)
  - سوبرنوفا (المستعر)
  - كينق أوف سترونق ستايل (ملك الأسلوب القوي)
  - أل ساموراي دي أن جي بي دبليو (الساموراي من NJPW)
- أغاني الدخول
  - سبكنسس أنتري فيرزن (2007-2016) في NJPW
  - ذا رايزنق صن (الشمس المشرقة) (2016-إلى الآن) في NXT

## البطولات والإنجازات
- نيو جابان برو رسلينق

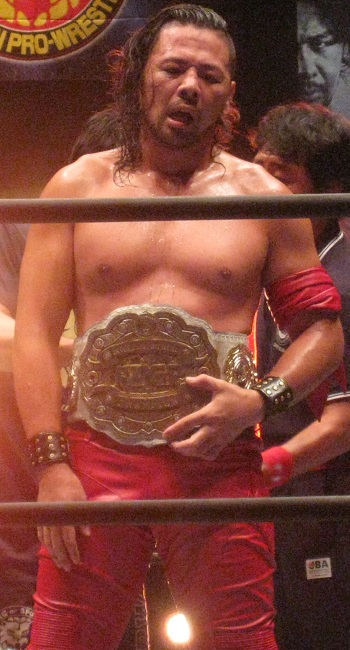
ناكامورا مع بطولة IWGP للقارات التي حققها 5 مرات

  - بطولة IWGP العالم للوزن الثقيل (ثلاث مرات)
  - بطولة IWGP العالم للوزن الثقيل (نسخة أتحاد إينوكي)(مره واحده)
  - بطولة IWGP القارات (خمس مرات)
  - بطولة IWGP للفرق (مره واحده) مع هيروشي تاناهاشي
  - بطولة IWGP U-30 للوزن المفتوح (مره واحده)
  - بطولة NWF للوزن الثقيل (مره واحده)
  - دورة 10,000,000 Yin للفرق مع هيرويوشي تينزان
  - دورة G1 كليمكس عام (2011)
  - دورة G1 للفرق (2006) مع ماساهيرو شونو
  - الدورة الوطنية المحلية (2006) مع كوجي كانيموتو
  - كاس نيو جابان (2014)
  - كأس تيزن هال للفرق الثلاثية (2003) مع هيرو سايتو و‌تاتسوتوشي جوتو
  - دورة يوكو للفرق الثلاثية (2004) مع بلو وولف و‌كاتسوهيكو ناكاجيما
  - جائزة MVP لفرق الوزن الثقيل (2005) مع هيروشي تاناهاشي
  - جائزة الموجة الجديدة (2003)
  - جائزة أفضل نزال للفرق (2004) مع هيرويوشي تينزان ضد كاتسويوري شيباتا و‌ماساهيرو شونو
  - جائزة أفضل تكنيكي (2004)
- مجلة برو رسلينق أليستريتد
  - تم تصنيفه في المرتبة 5# في قائمة أفضل 500 مصارع لهذا العام (2015)
  - تم تصنيفه في المرتبة 7# في قائمة أفضل 500 مصارع لهذا العام (2016)
  - تم تصنيفه في المرتبة 6# في قائمة أفضل 500 مصارع لهذا العام (2017)
- توكيو سبورتس
  - جائزة أفضل نزال (2013) ضد كوتا أيبوشي
  - جائزة أفضل نزال (2014) ضد كازوشيكا اوكادا
  - جائزة مبتدئ هذا العام (2003)
  - جائزة أفضل تكنيكي (2012)
- نشرة ريسلنق أوبزيرفر
  - مباراة 5 نجوم (2015) ضد كوتا أيبوشي في 4 يناير.
  - مباراة 5 نجوم (2015) ضد كازوشيكا اوكادا
  - صاحب الكاريزما (2014-2015)
  - أفضل مباراة مصارعة لهذا العام (2015) ضد كوتا أيبوشي
  - أفضل مصارع لهذا العام (2014)
  - قاعة المشاهير الخاصة بنشرة ريسلنق أوبزيرفر (دفعة عام 2015)
- دبليو دبليو إي
  - بطولة إن إكس تي (مرتان)
  - جوائز نهاية العام (مرتان)
    - المنافس الذكر لهذه السنة (2016)
    - المنافس العام لهذه السنة (2016)
    - بطولة دبليو دبليو إي الولايات المتحدة (2018) (مرة واحدة)
    - بطولة دبليو دبليو إي القارات (2019)

## سجل الفنون القتالية المختلطة
| النتيجة | السجل   | الخصم          | الطريقة | الحدث                       | التاريخ        | الجولة | الزمن | المكان                     | ملاحظات |
| ------- | ------- | -------------- | ------- | --------------------------- | -------------- | ------ | ----- | -------------------------- | ------- |
| فاز     | 3-1 (1) | أليكسي أقانشوف | إستسلام | K-1 MMA رومانكس             | 22 مايو، 2004  | 2      | 1:51  | سايتاما (سايتاما)، اليابان |         |
| NC      | 2-1 (1) | أليكسي أقانشوف | -       | K-1 بريميوم 2003 ديناميت !! | 31 ديسمبر 2003 | 3      | 1:19  | ناغويا، اليابان            |         |
| فاز     | 2-1     | شين أيتنر      | إستسلام | قتال الأدغال 1              | 13 سبتمبر 2003 | 1      | 4:29  | ماناوس، البرازيل           |         |
| فاز     | 1-1     | جان نورتجي     | إستسلام | أن جي بي دبليو أولتميت كراش | 2 مايو 2003    | 2      | 3:12  | طوكيو، اليابان             |         |
| خسِر     | 1-0     | دانيال جرايسي  | إستسلام | إينوكي بوم با يي 2002       | 31 ديسمبر 2002 | 2      | 2:14  | سايتاما (سايتاما)، اليابان |         |

## وصلات خارجية
- شينسكي ناكامورا على موقع IMDb (الإنجليزية)
- شينسكي ناكامورا على موقع قاعدة بيانات الفيلم (الإنجليزية)
- شينسكي ناكامورا على موقع شيردوغ (الإنجليزية)
- شينسكي ناكامورا على موقع قاعدة بيانات المصارعة الدولية (الإنجليزية)
- شينسكي ناكامورا على موقع دبليو دبليو إي (الإنجليزية)
- شينسكي ناكامورا على موقع WrestlingData.com (الإنجليزية)
- شينسكي ناكامورا على موقع CageMatch worker (الإنجليزية)
- شينسكي ناكامورا على موقع قاعدة بيانات المصارعة على الإنترنت (الإنجليزية)
- شينسكي ناكامورا على موقع عالم المصارعة على الإنترنت (الإنجليزية)
- شينسكي ناكامورا على موقع عالم المصارعة على الإنترنت (الإنجليزية)

- شينسوكي ناكامورا في دبليو دبليو إي دوت كوم
- شينسوكي ناكامورا في الفنون قتالية مختلطة